# Diecezja Lashio
Diecezja Lashio (łac. Diœcesis Lashioensis) – rzymskokatolicka diecezja w Mjanmie, sufragania metropolii Mandalay. Powstała w 1975 jako prefektura apostolska, diecezja od 1990.

## Główne świątynie
- Katedra: Katedra Najświętszego Serca Jezusowego w Lasho

## Prefekci apostolscy i biskupi diecezjalni

### Prefekci apostolscy
- John Madden SDB (1975–1985)
- Charles Maung Bo SDB (1986–1990)

### Biskupi diecezjalni
- Charles Maung Bo SDB (1990–1996)
- Philip Lasap Za Hawng (1998–2020)
- Lucas Dau Ze Jeimphaung SDB (od 2020)